# Балка Калинова (притока Лугані)
Балка Калинова (рос. б. Калиновая; Б. Калиновая) — балка (річка) в Україні у Попаснянському районі Луганської області. Ліва притока річки Лугань (басейн Азовського моря).

## Опис
Довжина балки приблизно 9 км, найкоротша відстань між витоком і гирлом — 12,77  км, коефіцієнт звивистості річки — 1,11 . Формується багатьма балками та загатами.

## Розташування
Бере початок в південній частині міста Попасна. Спочатку тече на південний схід через село Новоолександрівку, далі тече переважно на північний схід і у південній частині міста Первомайська впадає у річку Лугань, праву притоку Сіверського Дінця.

## Цікаві факти
- У місті Попасна у верхів'ї балку перетинає автошлях Т 0504[3] (автомобільний шлях територіального значення у Донецькій та Луганській областях. Пролягає територією Покровського, Костянтинівського, Бахмутського, Попаснянського та Перевальського районів через Покровськ — Мирноград — Новоекономічне — Костянтинівку — Бахмут — Попасну — Первомайськ — Ірміно — Кадіївку — Брянку — Алчевськ — Михайлівку. Загальна довжина — 137,4 км.).